# Kampanische Küche

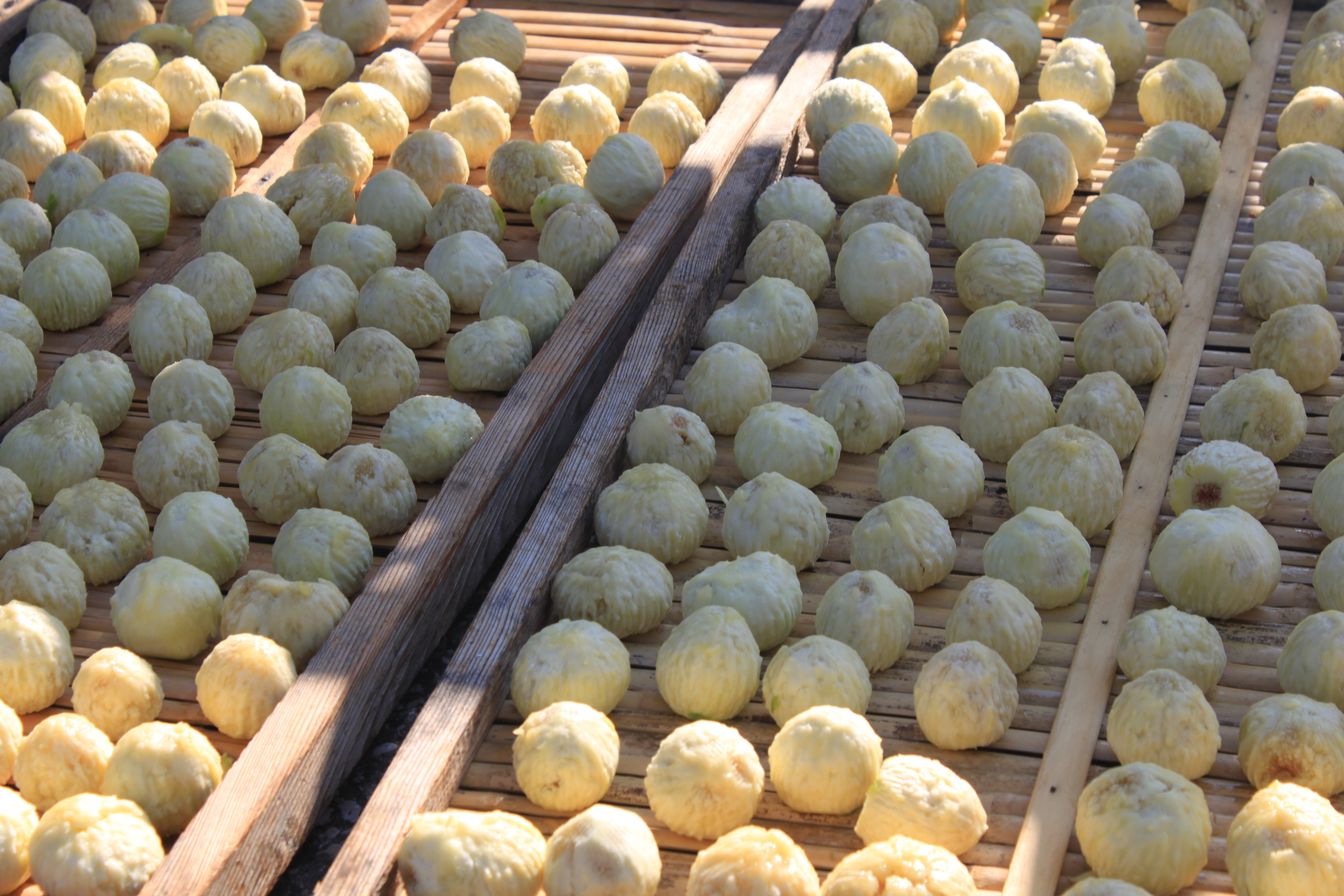
Weiße Cilento-Feigen, zum Trocknen ausgelegt

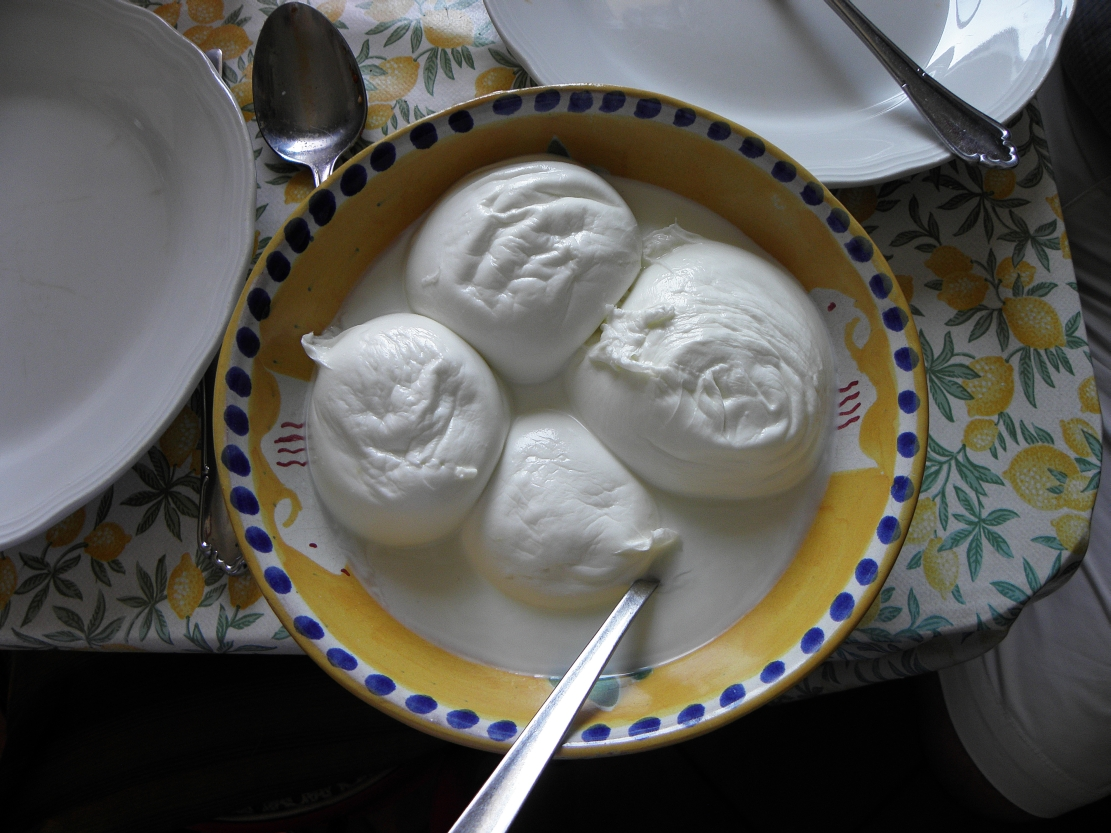
Büffelmozzarella aus Kampanien

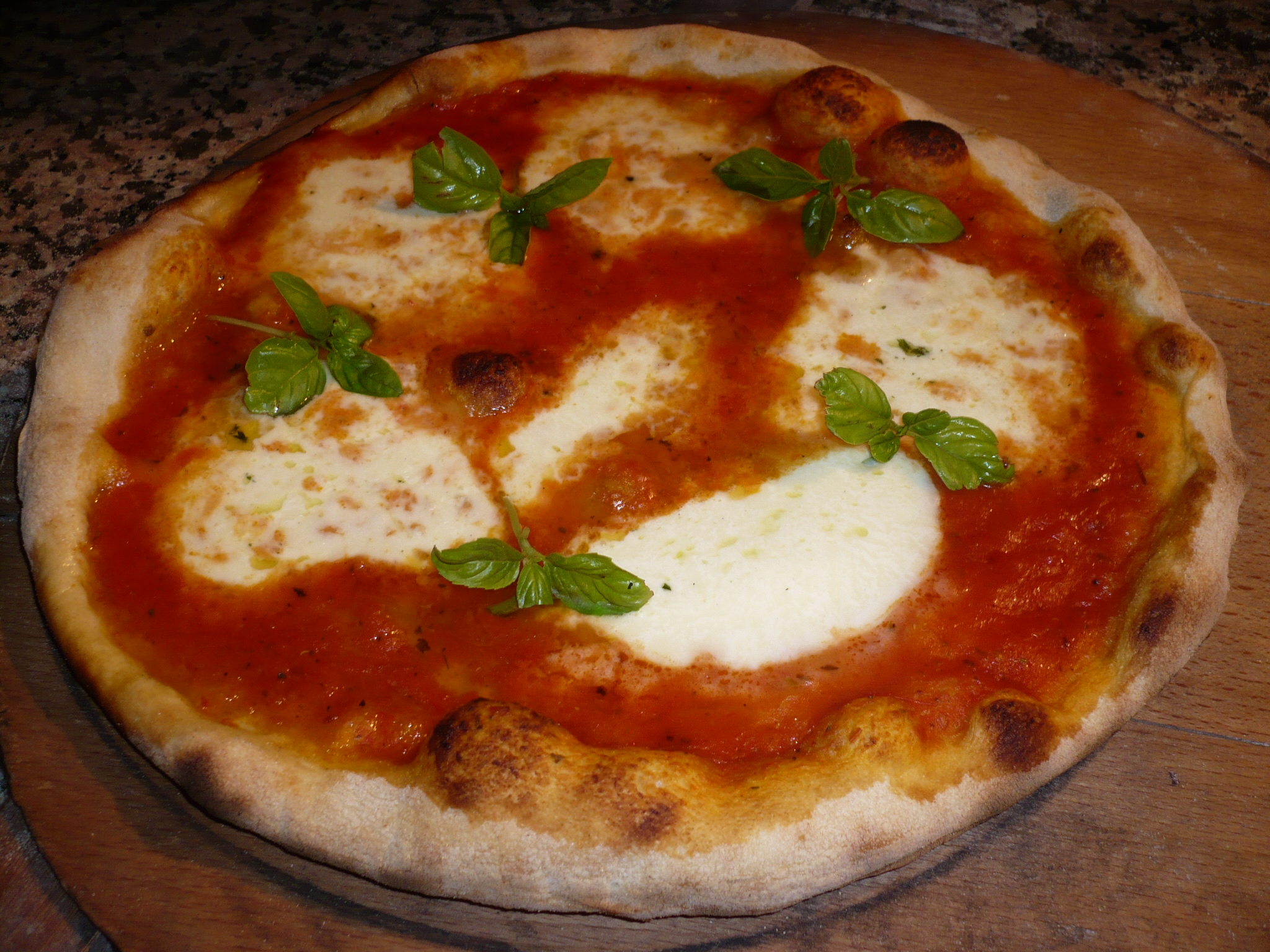
Pizza Margherita

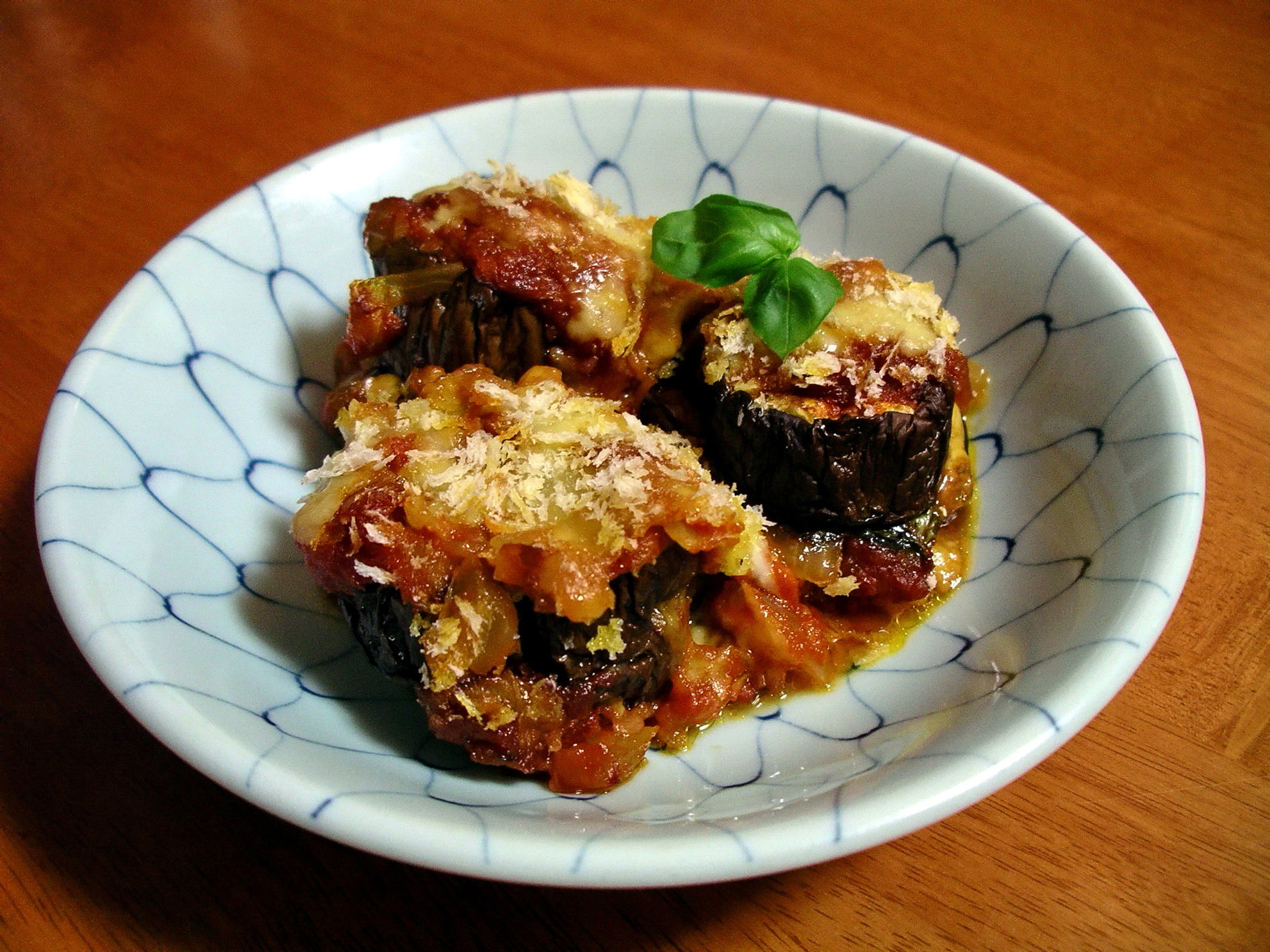
Parmigiana di melanzane

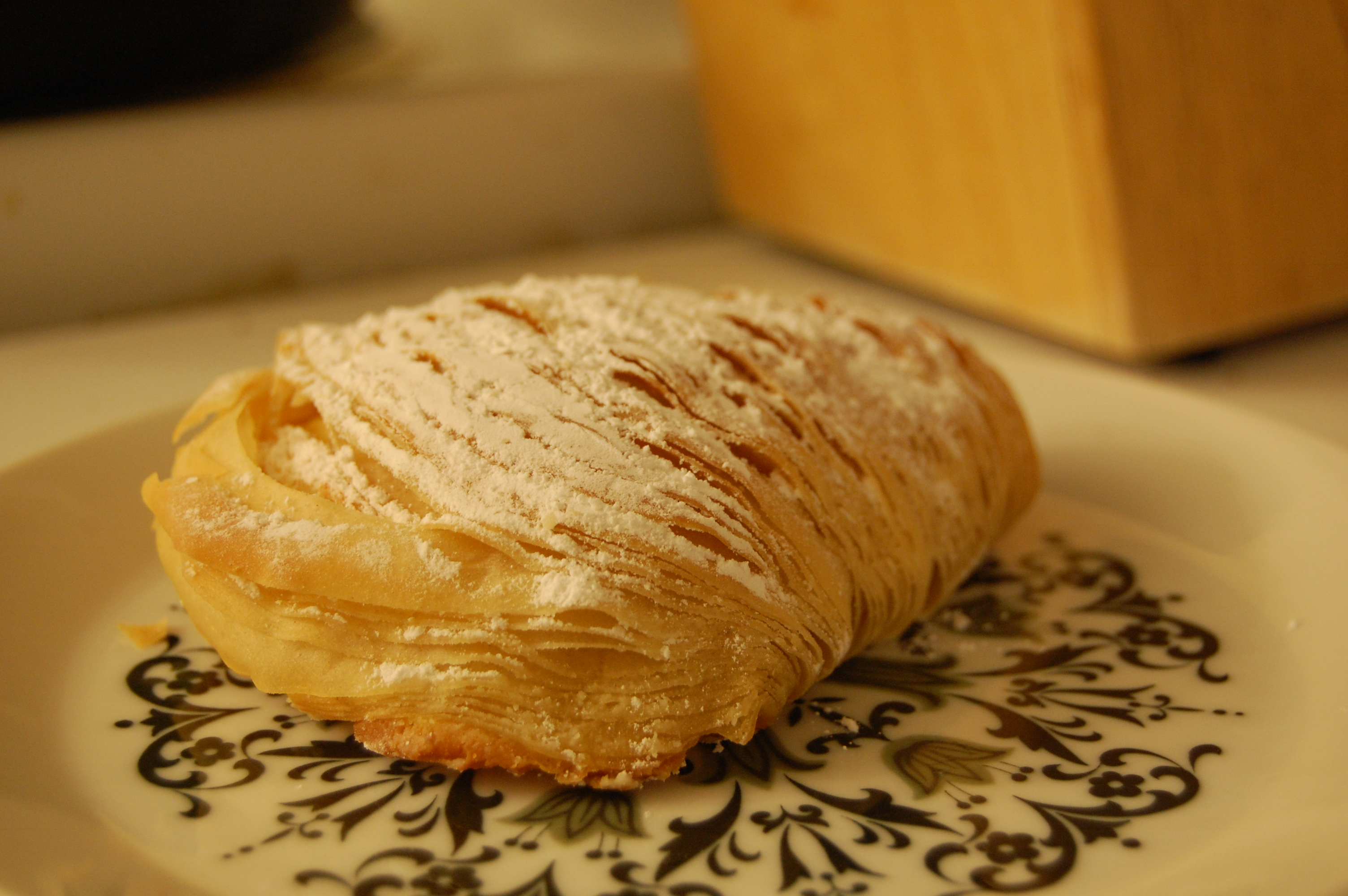
Sfogliatella

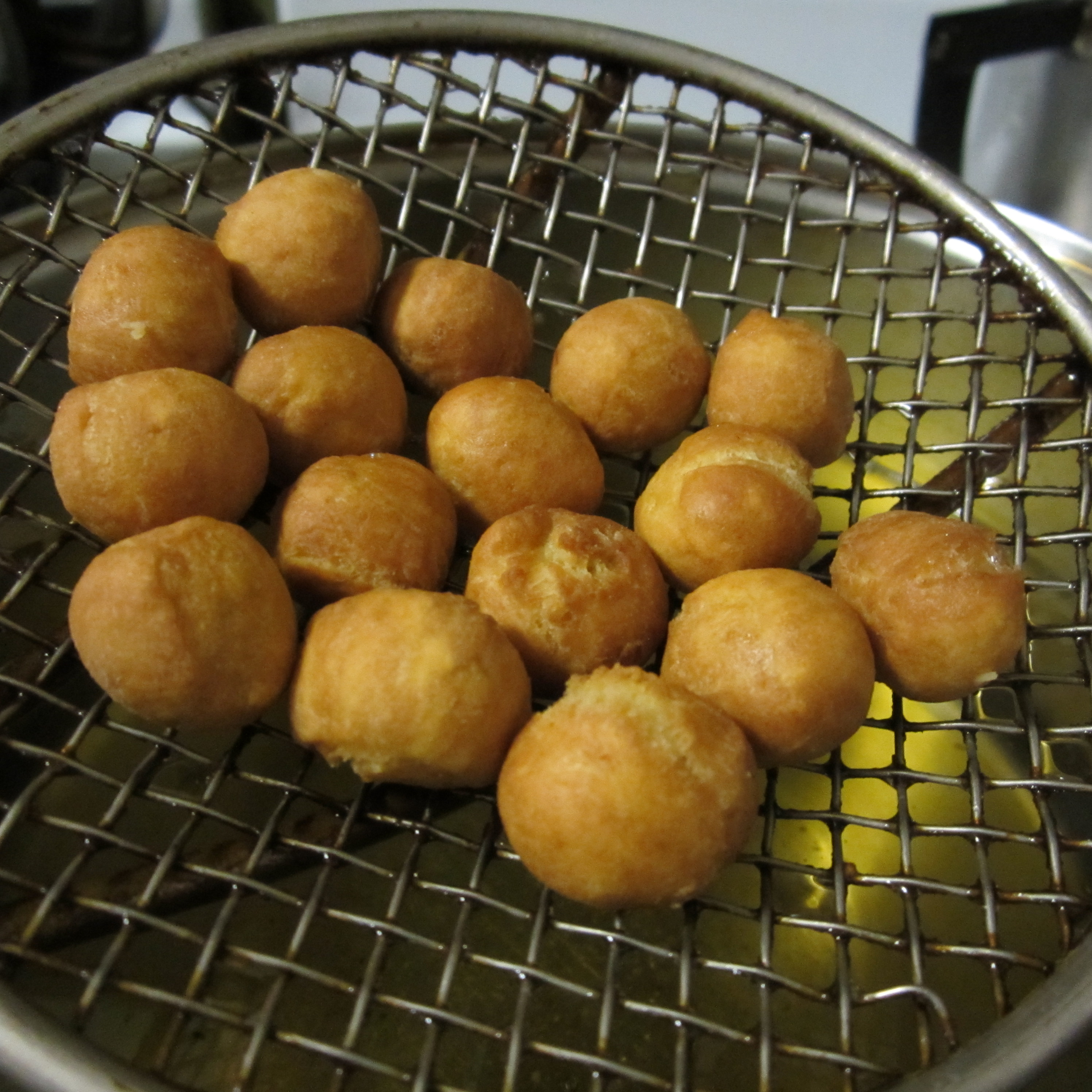
Struffoli nach dem Frittieren

Die kampanische Küche ist eine Regionalküche Italiens. Durch die Lage Kampaniens am Golf von Neapel ist sie reich an Fisch und Meeresfrüchten. Eine weitere wichtige Rolle spielen Mozzarella und Tomaten. Die kampanische Küche wurde von Griechen, Römern und Spaniern geprägt.

## Typische Produkte und Gerichte
- Friarielli
- Gnocchi alla sorrentina (Gnocchi nach Sorrento-Art, mit Mozzarella überbackene Kartoffelnocken in Tomatensoße)[1]
- Linguine alle vongole (Linguine mit Venusmuscheln)
- Parmigiana di melanzane (Auflauf aus Auberginen, Tomatensoße, Mozzarella und Parmesan)
- Babà (mit Rum getränkter Hefekuchen)
- Sfogliatella (mit Ricotta und kandierten Orangenschalen gefülltes Gebäck aus Blätterteig)
- Struffoli (mit Honig ummantelte frittierte Mehlbällchen, Backerbsen ähnelnd)
- Limoncello (Zitronenlikör)

### Produkte mit geschützter Herkunftsbezeichnung
Produkte mit geschützter Herkunftsbezeichnung (DOP) sind u. a.:
- Fico bianco del Cilento (Weiße Cilento-Feige)
- Mozzarella di Bufala Campana
- Piennolo-Tomate[2]
- San-Marzano-Tomate

### Pizza
In Neapel, der Hauptstadt der Region, soll die erste Pizza gebacken worden sein. Pizza Margherita und Pizza alla marinara sind typische neapolitanische Pizzen. Beim Calzone (deutsch Hose) wird der Pizzateig vor dem Backen zu einer geschlossenen Teigtasche umgeschlagen. Für den Teig der cilentanischen Pizza wird eine Mischung aus Hartweizen- und Weichweizengrieß und für die Auflage Ziegenkäse statt Büffelmozzarella verwendet.